# Cyrkuł sanocki

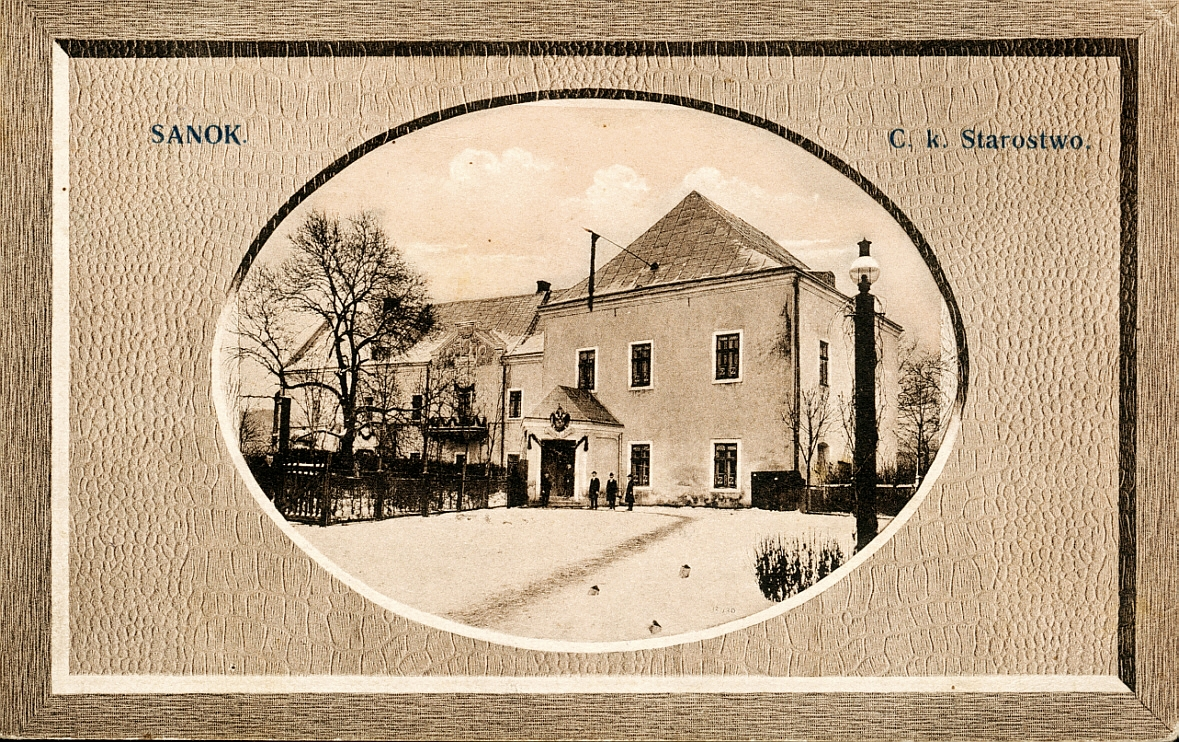
Zamek Królewski w Sanoku – w okresie zaboru austriackiego siedziba cyrkułu

Cyrkuł sanocki (niem. Sanoker Kreis) – jednostka administracyjna Cesarstwa Austrii w Królestwie Galicji i Lodomerii w latach 1786–1850 i 1854–1865 na ziemiach polskich zagarniętych przez Austrię podczas I rozbioru.

## Historia

Zabory

Ziemia sanocka znalazła się pod zaborem austriackim po I rozbiorze Polski w roku 1772. Już 14 maja 1772 oddziały przedniej straży preszowskiej pod dowództwem gen. Esterházyego zajęły cały obszar ziemi sanockiej. Następnie władze austriackie dążąc do ujednolicenia pod względem administracyjnym nowo przyłączonych ziem, przeprowadziły nowy podział. Na mocy ustawy rządowej z dnia 22 marca 1782 przeprowadzono na nowo podział administracyjny całej Galicji. Galicja Wschodnia (na prawo od Sanu i Wisłoka) została podzielona na 18 cyrkułów. Jednostki te były nieco większe niż typowe cyrkuły w całej monarchii habsburskiej. Cyrkuły galicyjskie były w tym okresie jedynym szczeblem administracji terenowej. Najwyższą władzę w cyrkule sprawował starosta, który podlegał bezpośrednio mianowanemu przez cesarza gebernatorowi Prowincji.
Cyrkuł sanocki z siedzibą w Sanoku utworzono w 1786 roku w miejsce zniesionego cyrkułu liskiego, po przeniesieniu siedziby urzędu cyrkularnego z Liska do Sanoka i po pewnych korektach terytorialnych (takich jak przyłączenie z cyrkułu przemyskiego rejonu Dubiecka, Dynowa, Birczy, Rybotycz i Nowego Miasta). Było to kontunuacją przyjętej już w listopadzie 1783 polityki dotyczącej lokalizacji siedzib urzędów cyrkularnych w świetle nowej praktyki urzędowania i wygodniejszego położenia siedzib. Podjęcie tej decyzji prawdopodobnie przyspieszył mający miejsce rok wcześniej pożar w Lisku. Siedzibą urzędu cyrkularnego w Sanoku został miejscowy zamek.
Z końcem XVIII w. notował Ewaryst Andrzej, hr. Kuropatnicki w swym "Opisaniu królestw Galicyi i Lodomeryi": Liski cyrkuł (do Sanoka przeniesiony) (...) Obfituje ten cyrkuł: W pstrągi, woły karmne, lasy, łąki, kamień wapienny i do muru, w sól warzoną; w zboża, osobliwie owies i pszenicę. Droga tu idzie brzegiem samego cyrkułu z Węgier do Lwowa i od Dukli na Rogi do Liska. Cyrkuł sanocki (wcześniej leski w latach 1772-1782), obejmował wówczas obszar ok. 2500 km², oraz liczył ok. 200 tys. mieszkańców (w 1810 – 208 727), mieszkających w 10 miasteczkach oraz 434 wsiach. Podział ten przetrwał do końca roku 1852, czyli kolejnej reformy.

### Zniesienie cyrkułów w 1850 roku
Po wydarzeniach rewolucyjnych w latach 1848–1849, które wstrząsnęły Cesarstwem Austriackim, w 1850 roku przeprowadzono istotną reformę administracyjną mającą na celu usprawnienie zarządzania na obszarze Galicji i Lodomerii. W jej ramach cyrkuł czerniowiecki, dotychczas będący częścią Galicji, został wyodrębniony jako osobny kraj koronny. Pozostałe 19 cyrkułów zostało zniesionych i zastąpionych przez trzy okręgi rządowe: Kraków, Lwów i Stanisławów, które podzielono na 63 powiaty (niem. Bezirkshauptmannschaften). Powiaty z kolei były tworzone na podstawie nowych okręgów sądowych, od dwóch do czterech na powiat. Oznaczało to zarazem zniesienie cyrkułu sanockiego, którego obszar podzielono między pięć Bezirkshauptmannschaften:
- w składzie okręgu rządowego Lwów:
  - Dobromil – z okręgów sądowych: Dobromil, Ustrzyki i Lutowiska,
  - Dubiecko – z okręgów sądowych: Dubiecko, Dynów i Bircza,
  - Sanok – z okręgów sądowych: Sanok, Szczawne, Lisko i Baligród;
- w składzie okręgu rządowego Kraków:
  - Dukla – z okręgów sądowych: Dukla[9] i Rymanów,
  - Krosno – z okręgów sądowych: Krosno[10], Brzozów i Domaradz.

W 1853 Sanok odwiedził cesarz Austrii Franciszek Józef I. Najpopularniejsze imiona męskie z metryk rzymskokatolickich z tego okresu to Franciszek i Józef.

### Reaktywacja cyrkułów (1854–1865)
Cyrkuł sanocki reaktywowano na mocy rozporządzenia z 24 kwietnia 1854, który przywrócił podział na cyrkuły w granicach sprzed reformy 1849, a które ugrupowano w dwa obszary administracyjne (niem. Verwaltungsgebiete) – Kraków i Lwów. Cyrkuł sanocki wszedł w skład obszaru lwowskiego.
Równocześnie, w ramach reformy uwłaszczeniowej z okresu Wiosny Ludów (1848–1849), która likwidowała jurysdykcję właściciela ziemskiego nad poddanymi, dominium galicjskie – jako podstawowa jednostka administracyjna i filar systemu feudalnego straciło rację bytu. Konieczne stało się zatem wprowadzenie nowego systemu administracyjnego, którego zręby powstały w latach 1851–1855. Utworzono wtedy 179 małych powiatów (niem. Bezirke) i ponad 6000 gmin (niem. Gemeinde). Cyrkuł sanocki podzielono na jedenaście małych Bezirków, podzielonych na 459 gmin:
| Bezirk         | Powierzchnia | Powierzchnia | Ludność | Ludność | Liczba gmin |
| Bezirk         | Mil²         | Km²          | Ogółem  | Os./km² | Liczba gmin |
| -------------- | ------------ | ------------ | ------- | ------- | ----------- |
| Baligród       | 10,9         | 627,23       | 20.888  | 33,30   | 68          |
| Bircza         | 7,7          | 442,48       | 28.194  | 63,74   | 49          |
| Brzozów        | 5,8          | 333,59       | 32.504  | 97,49   | 28          |
| Bukowsko       | 5,4          | 310,77       | 15.850  | 51,01   | 32          |
| Dobromil       | 7,3          | 420,17       | 24.415  | 58,11   | 51          |
| Dubiecko       | 6,3          | 362,57       | 28.378  | 78,29   | 44          |
| Lisko          | 6,8          | 391,34       | 21.248  | 54,30   | 48          |
| Lutowiska      | 9,3          | 535,82       | 14.214  | 26,54   | 30          |
| Rymanów        | 6,0          | 345,30       | 28.012  | 81,11   | 38          |
| Sanok          | 5,6          | 322,28       | 27.481  | 85,31   | 48          |
| Ustrzyki Dolne | 5,8          | 333,59       | 17.208  | 51,58   | 31          |
| RAZEM          | 76,0         | 4405,14      | 278.442 | 63,21   | 459         |
| ŚREDNIA        | 6,91         | 400,47       | 25.313  | 58,89   | 41,73       |

1 maja 1860, w ramach polityki ograniczania liczby cyrkułów, do cyrkułu tarnowskiego przyłaczono Bezirki Dukla, Krosno i Żmigród ze zniesionego cyrkułu jasielskiego:
| Bezirk  | Powierzchnia | Powierzchnia | Ludność | Ludność | Liczba gmin |
| Bezirk  | Mil²         | Km²          | Ogółem  | Os./km² | Liczba gmin |
| ------- | ------------ | ------------ | ------- | ------- | ----------- |
| Dukla   | 6,1          | 351,16       | 19.925  | 56,73   | 39          |
| Krosno  | 4,5          | 258,98       | 28.828  | 111,35  | 25          |
| Żmigród | 5,4          | 310,77       | 21.573  | 69,41   | 44          |

Cyrkuł sanocki przetrwał do 1865 roku. Po nadaniu Galicji autonomii oraz powołaniu samorządu gminnego i powiatowego w 1865 zlikwidowano cyrkuły (Kreise), a dotychczasowe małe powiaty (Bezirke) w liczbie 179, zostały w ramach kolejnej reformy administracyjnej (23 stycznia 1867) zastąpiono przez 74 większych powiatów.

## Władze
Zwierzchnicy cyrkułu (obwodu)
- vacat (1794)[17]
- Józef Lueger do 1799[18]

Urząd określany jako Sanoker Kreisamt, stanowisko jako Kreishauptmann
- Johan Xaver Kajetan Freiherr v. Linker (pierwsza dekada XIX wieku)[19][20][21][22][23][18]
- Ignacy Lachnik (-1812)[24][25][18]
- Anton Karl Geppert (od ok. 1812 do ok. 1820)[26][27][28][29][30][31][32][18]
- ok. 1820-1822 stanowisko nieobsadzone[33]
- Joseph Lindemann (od ok. 1822 do 1826)[34][35][36]
- Jan Jerzy Ostermann (1826-1846)[37][38][39][40][41][42][43][44][45][46][47][48][49][50][51][52][53][54][55][56][57][58]
- Ernest Uherek (od 7 XI 1846 do ok. 1854)[59][60][61][62][63][64][65][66][67][68]

Urząd określany jako Sanoker Kreisbehörde, stanowisko jako Kreisvorsteher
- Karl Proksch (7 III 1854 – 16 IV 1856)[69][70][71][72]
- Apolinar Mauthner (od 1857 do ok. 1860)[73][74][75][76][77][78]
- Maksymilian Siemianowski (1860-1865)[79][80][81][82][83][84][68]

Naczelnicy okręgu sanockiego w ramach cyrkułu sanockiego
Urząd określany jako Bezirk, stanowisko jako Bezirksvorsteher
- Karl Kranzberg (od ok. 1855 do ok. 1865)[85][75][76][86][78][87][88][89][90][91][68]
- Maksymilian Siemianowski (od ok. 1865 do 1867)[84]

Lekarze obwodowi
- dr Benedikt Riedel (do ok. 1808)[92][93][94]
- dr Władysław Reisinger (od ok. 1808 do ok. 1823)[95][96][97][98][99][100][101][102][103][104][105]
- dr Joseph Machold (od ok. 1823 do ok. 1831)[106][107][108][109][110][111]
- dr Erasmus Piwocki (od ok. 1831 do ok. 1842)
- dr Kacper Kostecki (1841-1864)
- dr Józef Demetrykiewicz (1864-1867)